# Paragnetina acutistyla
Paragnetina acutistyla is een steenvlieg uit de familie borstelsteenvliegen (Perlidae). De wetenschappelijke naam van de soort is voor het eerst geldig gepubliceerd in 1973 door Wu.